# Obsessed by Cruelty
Obsessed by Cruelty debitanski je studijski album njemačkog thrash metal sastava Sodom, objavljen u svibnju 1986. godine. 
Postoje dvije inačice albuma, europska i američka, koje su poimence objavili diskografske kuće Steamhammer i Metal Blade Records.
Iako je većina kritičara imala jako loše kritike, obožavateljima je jedan od klasika Sodoma.

## Objava
Grupa je morala ponovno snimiti cijeli album jer diskografska kuća nije bila zadovoljna prvim uratkom. Prva inačica snimljena je u Berlinu te ju je objavila diskografska kuća Metal Blade Records, na vinilu u SAD-u 1986. godine. Druga inačica snimljena je u Nürnbergu, koju je objavila diskografska kuća Steamhammer Records iste godine samo u Njemačkoj. Tom Angelripper, vokalist i basist skupine, izjavio je kako je druga inačica "potpuno drugačija" te da sadrži dodatnu pjesmu "After the Deluge".

## Ponovne objave
Obsessed by Cruelty ponovno je objavljen s ponovnom objavom prvog EP-a sastava In the Sign of Evil 1988. godine, u kojoj sadrži i prvu i drugu inačicu albuma. Album je još jednom objavljen 2005. godine kao vinil s fotografijom.

## Uzori
Na album je uvelike utjecao black metal, koji je tada bio u razvoju. Osnivač i gitarist black metal-sastava Mayhem, Euronymous, opisao je prve albume Sodoma i Destructiona kao podcijenjena "remek-djela smrdljivog black metala." Također je nazvao svoju diskografsku kuću "Deathlike Silence Productions", po uzoru na naziv druge pjesme s albuma.

## Popis pjesama
Tekstovi i glazba: Sodom (Chris Witchhunter, Michael Wulf, Tom Angelripper, Uwe Christophers). 
| 1. | »Intro (The Rebirth...)« | 1:54 |
| 2. | »Deathlike Silence«      | 5:06 |
| 3. | »Brandish the Sceptre«   | 2:56 |
| 4. | »Proselytism Real«       | 3:31 |
| 5. | »Equinox«                | 3:32 |

| Strana "Cruelty" | Strana "Cruelty"           | Strana "Cruelty" | Strana "Cruelty" | Strana "Cruelty" | Strana "Cruelty" | Strana "Cruelty" | Strana "Cruelty" | Strana "Cruelty" | Strana "Cruelty" |
| Br.              | Skladba                    | Trajanje         |                  |                  |                  |                  |                  |                  |                  |
| ---------------- | -------------------------- | ---------------- | ---------------- | ---------------- | ---------------- | ---------------- | ---------------- | ---------------- | ---------------- |
| 6.               | »Obsessed by Cruelty«      | 5:47             |                  |                  |                  |                  |                  |                  |                  |
| 7.               | »Fall of Majesty Town«     | 4:01             |                  |                  |                  |                  |                  |                  |                  |
| 8.               | »Nuctemeron«               | 3:00             |                  |                  |                  |                  |                  |                  |                  |
| 9.               | »Pretenders to the Throne« | 2:39             |                  |                  |                  |                  |                  |                  |                  |
| 10.              | »Witchhammer«              | 2:05             |                  |                  |                  |                  |                  |                  |                  |
| 11.              | »Volcanic Slut«            | 3:21             |                  |                  |                  |                  |                  |                  |                  |
| 37:52            |                            |                  |                  |                  |                  |                  |                  |                  |                  |

## Zasluge
Sodom
- Angel Ripper – vokali, bas-gitara, omot albuma
- Destructor – gitara
- Witch Hunter – bubnjevi, udaraljke

Ostalo osoblje
- Bobby Bachinger – inženjer zvuka
- Reinhard Wieczorek – omot albuma
- Tom Angelripper – omot albuma
- Chris Witchhunter – omot albuma
- David Klammer – fotografija
- Rainer Hänsel – produciranje